# Quemchi (comuna)

Quemchi es una comuna de la zona sur de Chile ubicada en el archipiélago de Chiloé, Región de Los Lagos. Se encuentra en la costa nororiental de la Isla Grande, entre las comunas de Ancud y Dalcahue. Posee 8352 habitantes (al año 2017) y su capital es el pueblo del mismo nombre. Quemchi es conocida también como «la comuna de los mil paisajes», bautizada así por el escritor quemchino Francisco Coloane.

## Historia

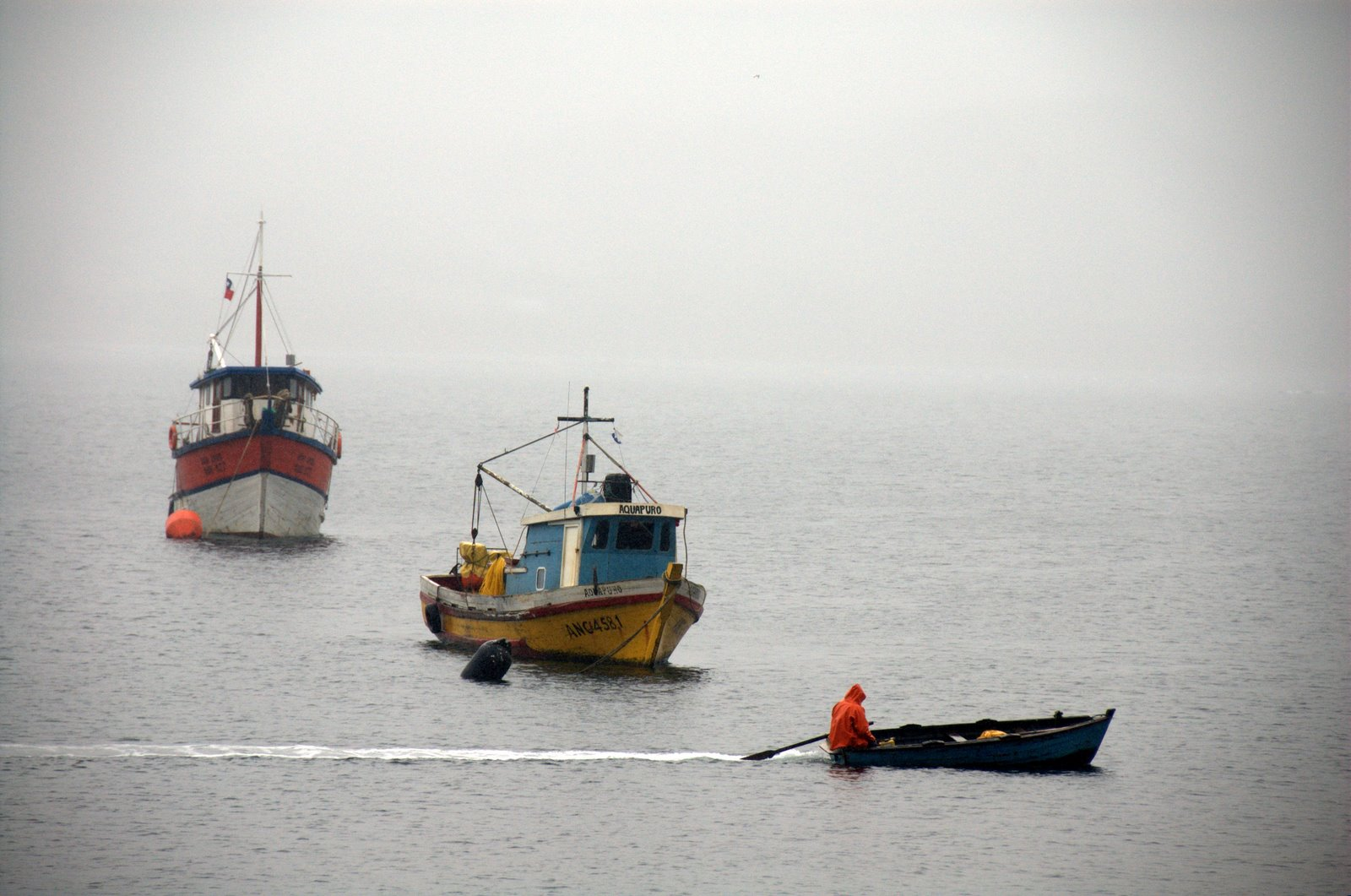
Pescador atravesando en bote la bahía

El nombre de la comuna aparece mencionado por primera vez en documentos de 1810, pero la fundación de la ciudad fue decretada en 1881.
Quemchi es la cuna (1910) del escritor Francisco Coloane, quien la bautizó como «la comuna de los mil paisajes». Coloane nació en el poblado de Huite.

## Medio ambiente

### Geomorfología y componentes abióticos

Trazado simplificado de los ecosistemas y cuerpos de agua presentes en la comuna de Quemchi.

La comuna de Quemchi se encuentra emplazada en las unidades geomorfológicas de Planicie marina o fluviomarina y Llano central con tectónica de hundimiento; y presenta según la clasificación climática de Köppen clima templado lluvioso (Cfb). Esta además se halla en la cuenca hidrográfica de Islas de Chiloé y Circundantes. Además, la comuna posee diversos cuerpos de agua, entre los que se destacan el lago Popetán, laguna Comueno, laguna Doerner, laguna Las Pailas y laguna Los Caulles; y río Colu, río Negro y río Tocoihue.

### Componentes bióticos
Dentro del territorio de la comuna se puede encontrar el siguiente ecosistema:
- Bosque siempreverde templado interior donde predominan Nothofagus nitida y Podocarpus nubigenus (Preocupación menor)

### Medidas de protección ambiental y conflictos socioambientales
Hasta 2022, la comuna de Quemchi cuenta con las siguientes zonas que poseen algún nivel de protección ambiental:
- Islas Butachaques (Sitios ERB)[13]
- Lliunco de la Montaña (Sitios ERB)[14]
- Santuario de la Naturaleza Turberas de Aucar (Santuario de la Naturaleza)[15]

## Demografía

### Localidades
La comuna abarca un sector de la costa nororiental de la Isla Grande de Chiloé, entre Ancud y Dalcahue. Se compone de las siguientes localidades:
- Lliuco
- Huite
- Quemchi
- Aucar
- Montemar
- Choen
- Colo

Dentro de la comuna está el pueblo de Quicaví, considerado en la mitología chilota el sitio en que se encuentra la cueva de los Brujos de Chiloé. 
El sector insular de la comuna lo integran las islas Caucahué, el islote de Aucar, el grupo de islas Chauques —integrado por Mechuque, Añihué, Voigue, Cheñiao, Butachauques y Aulín— e isla Tac.

## Administración

### Municipalidad
La Municipalidad de Quemchi para el periodo 2021-2024 es dirigida por el alcalde Luis Macías Demarchi (IND - Unidad Por el Apruebo) y el concejo municipal conformado por los concejales:
- Juan Esteban Cárdenas Cárdenas (IND - Evópoli)
- Francisco Alberto Millán Mansilla (RN)
- José Emérito Navarro Bahamonde (IND - UDI)
- Javier Ugarte Mansilla (PS)
- Dariel Alonso Lleucun Miranda (IND - Unidos Por la Dignidad)
- María Teolinda Higueras Vivar (PDC)

### Representación parlamentaria
Quemchi forma parte de la circunscripción senatorial XIII y del distrito electoral 26. Es representada en la Cámara de Diputados del Congreso Nacional por los siguientes diputados:
- Mauro Daniel González Villarroel (RN)
- Fernando Bórquez Montecinos (IND - UDI)
- Alejandro Javier Bernales Maldonado (Partido Liberal de Chile)
- Héctor David Ulloa Aguilera (IND - Ciudadanos)
- Jaime Salvador Sáez Quiroz (Revolución Democrática)

En el Senado, la representan:
- Iván Moreira Barros (UDI)
- Carlos Ignacio Kuschel Silva (RN)
- Fidel Espinoza Sandoval (PS)

## Lugares de interés

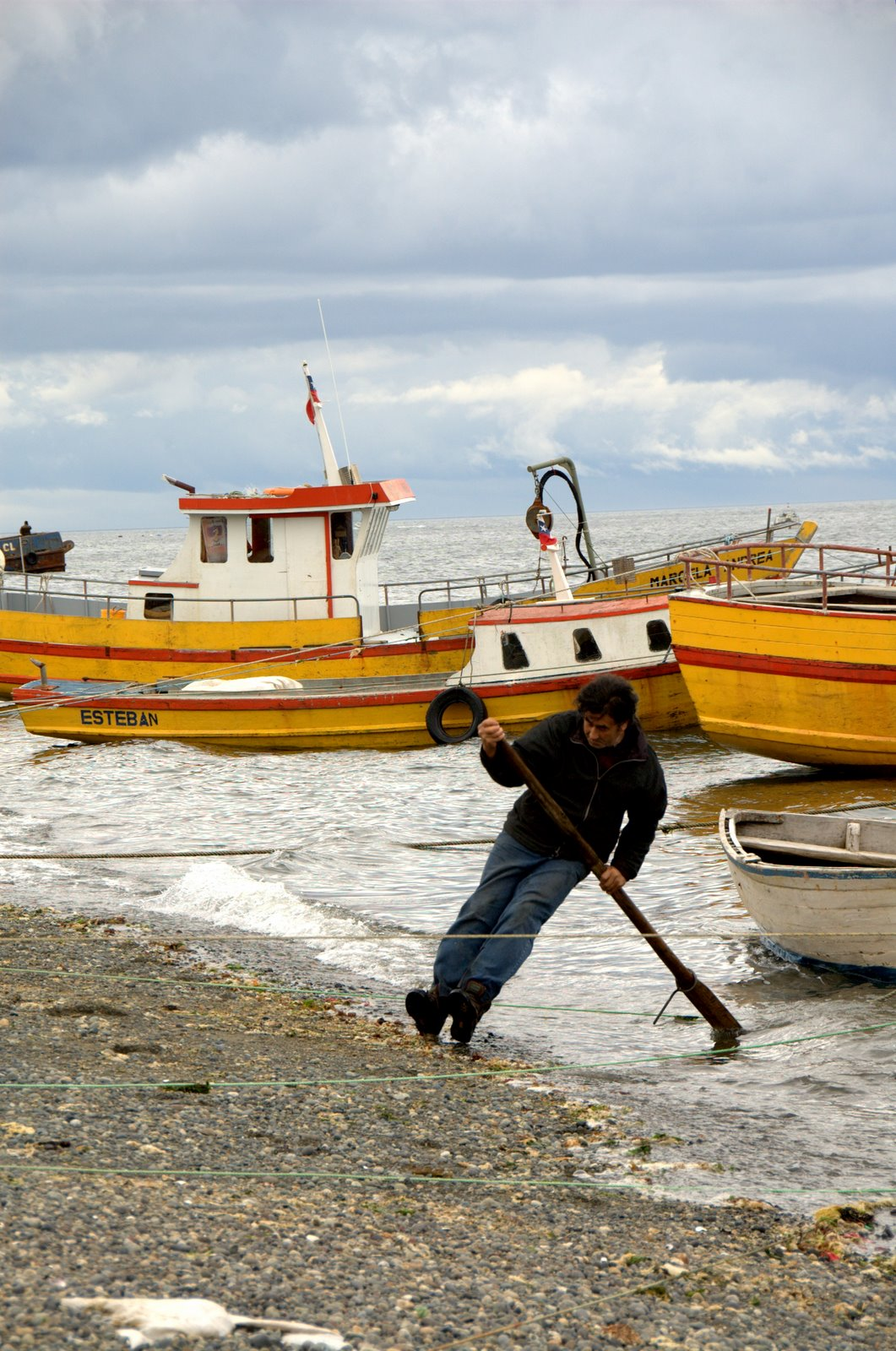
Un pescador realiza una maniobra utilizando el remo para bajar del bote sin mojarse los pies.

Dentro de la comuna se encuentra la iglesia de San Antonio —en el poblado de Colo—, una de las dieciséis iglesias de madera del archipiélago de Chiloé que fueron declaradas Patrimonio de la Humanidad por la Unesco: Es una de las más pequeñas iglesias de Chiloé. El edificio, cuya torre mide 16,5 m de alto, está asentado en una base de piedra y mide 23 m de largo. La iglesia fue construida a fines del siglo XIX y restaurada en 1996 y en 2005.

## Medios de comunicación

### Radioemisoras
FM
- 92.3 MHz - Radio Coloane

De igual manera se pueden captar emisoras provenientes de Castro, Ancud y Dalcahue algunas con dificultad y otras en buena recepción, dependiendo de ciertos lugares de la ciudad o de la comuna